# Umrao Jaan (1981)
Umrao Jaan (Urdu: امراؤ جان, Hindi: उमराव जान) é um filme de Bollywood de 1981, dirigido por Muzaffar Ali, baseado no romance urdu Umrao Jaan Ada (1905), escrito por Mirza Hadi Ruswa, supostamente baseado na história real de uma lendária cortesã do distrito de Lucknow.
O flime tem como atores principais Rekha e Farooq Shaikh.

## Enredo
No ano de 1840, uma garota chamada Amiran (Seema Sathyu) é raptada por inimigos de seu pai em Faizabad, que, querendo se vingar por ele ter feito um deles, Dilawar Khan (Satish Shah) passar 12 anos na cadeia, pensam em matá-la, mas por fim resolvem vendê-la a um bordel em Lucknow, já que a prostituição seria um destino pior do que a morte. Ela então acaba tendo esse mesmo destino, onde é treinada como cortesã (tawaif). Rebatizada como Umrao Jaan, aprende as artes da dança, poesia, canto, e entreter homens poderosos.
Depois de adulta, Umrao Jaan (Rekha) atrai a atenção de um homem rico, Nawab Sultan (Farooq Shaikh), e ambos se apaixonam um pelo outro. Mas Nawab é forçado a se casar com a noiva escolhida por sua família, deixando Umrao com o coração partido.
Ela então conhece um bandido, Faiz Ali (Raj Babbar), que a conquista, e foge com ele, na esperança de deixar para trás a vida de cortesã com suas desilusões. Ele, no entanto, é morto pela polícia, e ela é forçada a voltar para o bordel.
Pouco depois, as tropas britânicas atacam Lucknow, e os habitantes são forçados a fugir. Durante a fuga, Umrao e seu grupo páram num vilarejo, onde são convidados a cantar e dançar. Umrao, então, reconhece o lugar onde passou a infância. Ela então tenta voltar para sua família, que acreditava que ela estava morta. No entanto, descobre que seu pai já é falecido. A mãe, feliz por ter reencontrado a filha, quer que ela volte para casa, mas o irmão (que detém o poder de chefe de família sobre a mãe viúva) a humilha e escorraça, afinal de contas, ela é uma cortesã, e trouxe vergonha para a família. Umrao, então, se resigna ao seu triste destino, e volta para Lucknow, agora em ruínas, passando a viver de poesia.

## Crítica
Rekha foi aclamada pela performance como atriz, mas não possuía o treino necessário para a dança clássica, e é possível notar isso no filme. O retorno financeiro foi médio. No entanto, o cenário histórico foi cuidadosamente planejado.
A trilha sonora, considerada magnífica, foi composta por Khayyam, e as letras por Shahryar. A maioria das músicas foi interpretada na voz de Asha Bhosle, e são considerados clássicos da música "filmi".

## Elenco
- Rekha - Amiran
- Seema Sathyu - Amiran (criança)
- Farooq Shaikh - Nawab Sultan
- Naseeruddin Shah - Gohar Mirza
- Raj Babbar - Faiz Ali
- Gajanan Jagirdar - Maulvi
- Shaukat Kaifi - Khanum Jaan
- Umme Farwa - Amiran (jovem)
- Dina Pathak - Husseini
- Prema Narayan - Bismillah
- Bharat Bhushan - Khan Saheb
- Mukri - Parnan Aziz
- Satish Shah - Daroga Dilawar

## Produção
- Diretor de arte: Muzaffar Ali, Bansi Chandragupta, Manzoor
- Coreografia: Gopi Krishna, Kumudini Lakhia [2]
- Figurinos: Subhashini Ali

## Prêmios
- 1981 National Film Award - Melhor Atriz (Rekha)
- 1981 National Film Award - Melhor Cantora (Asha Bhosle)
- 1981 National Film Award - Melhor Direção Musical (Khayyam)
- 1981 National Film Award - Melhor Direção de Arte (Manzur)
- 1982 Filmfare Award - Melhor Diretor (Muzaffar Ali)
- 1982 Filmfare Award - Melhor Direção Musical (Khayyam)

Rekha for nomeada para o prêmio Filmfare de Melhor Atriz (1982).

## Trilha Sonora
| Música                     | Autor        | Cantor(a)(es)                                                     | Duração |
| -------------------------- | ------------ | ----------------------------------------------------------------- | ------- |
| "Dil Cheez Kya Hai"        | Shahryar     | Asha Bhosle                                                       | 6:06    |
| "In Aankhon Ki Masti"      | Shahryar     | Asha Bhosle                                                       | 5:42    |
| "Jab Bhi Milti Hai"        | Shahryar     | Asha Bhosle                                                       | 1:28    |
| "Jhoola Kinne Dala"        | Shahryar     |                                                                   | 2:31    |
| "Justuju Jiski Thi"        | Shahryar     | Asha Bhosle                                                       | 4:37    |
| "Kahe Ko Byahi Bides"      | Amir Khusrow | Jagjit Kaur                                                       | 4:52    |
| "Raagmala"                 | Shahryar     | Mustafa Khan, Runa Prasad, Shahida Khan, Ustad Ghulam, Sadiq Khan | 5:22    |
| "Yeh Kya Jagay Hai Doston" | Shahryar     | Asha Bhosle                                                       | 6:07    |
| "Zindagi Jab Bhi"          | Shahryar     | Talat Aziz                                                        | 4:51    |

## Remake
Artigo principal: Umrao Jaan (2006)
Em 2006 foi lançado um remake de Umrao Jaan, dirigido por J.P. Dutta, com Aishwarya Rai no papel principal.